# Мальмсберийское аббатство
Мальмсберийское аббатство (англ. Malmesbury Abbey) — бывшее аббатство Петра и Павла, а ныне приходская церковь Бристольской епархии Церкви Англии в Малмсбери (Уилтшир). Одна из немногих средневековых английских обителей, ведших непрерывную историю с основания в VII веке до роспуска монастырей Генрихом VIII. С 1949 года — памятник архитектуры Англии I класса.

## Монастырь
Ирландский монах-отшельник святой Мэлдуб поселился на месте аббатства и стал учить местных детей в конце VII века. К концу его жизни округа была завоёвана саксами. Мальмсберийское аббатство по уставу св. Бенедикта было основано около 676 года учёным и поэтом Альдхельмом, племянником Ине, короля Уэссекса. Поселение Малмсбери, образовавшееся при аббатстве, росло и при Альфреде Великом сделано бургом с владениями в 12 гайд земли.
В 941 году в аббатстве был похоронен король Англии Этельстан, умерший за два года до того в Глостере. Выбор Малмсбери местом его захоронения вместо Уинчестера говорит о том, что Этельстан так и остался чужаком для королевства Западных саксов. В это же время в аббатстве начата чеканка монеты.
Под руководством Альдхельма, Эригены, Альфреда Мальмсберийского и Эльфрика Грамматика аббатство приобрело славу центра учёности. В начале XI века монах Эйлмер совершил полёт с башни, привязав к себе крылья, пролетел 200 метров и приземлился, сломав обе ноги. Он считал, что пролетел бы гораздо дальше, если бы сделал для своего планёра и хвост.
В XII веке монахом в аббатстве был историк Вильям Мальмсберийский.

### Аббаты
| Имя                           | с        | по         | Примечания |
| ----------------------------- | -------- | ---------- | --- |
| Мэлдуб                        |          | 673        | ирландский монах-отшельник, основатель                                                                             |
| Альдхельм                     | род. 639 | 709        | учёный, поэт, первый англосакс по рождению, писавший на латыни                                                     |
| Эаба???                       |          |            | известен из единственного письма к Луллу Майнцскому                                                                |
| Этельхард                     |          |            | известен из подписи на хартии 749 года                                                                             |
| Кутберт                       |          |            | был на совете в Кловешо в 803 году                                                                                 |
| Иоанн Скот Эриугена (Эригена) |          |            | убит учениками |
| Альфред Мальмсберийский       |          | 999        | |
| Эльфрик Грамматик             | 974      | 1010       | известен как строитель и автор пророчества о разорении Мальмсбери викингами                                        |
| Этельверд                     |          |            | |
| Киневерд                      |          |            | |
| Беортхельм                    |          |            | |
| Беортольд                     |          |            | |
| Беортвольд                    |          |            | продал часть замель аббатства                                                                                      |
| Эдрик                         | ок. 1012 |            | |
| Вульфсин                      |          | 1034       | |
| Этельверд II                  |          |            | |
| Эльфвин                       |          |            | почти ничего о нём не известно                                                                                     |
| Беортвольд II                 |          | 1053       | обладал скверным характером. Умер в городе во время пьяной оргии                                                   |
| Беортрик                      | 1053     | 1067       | отрешён Вильгельмом Завоевателем                                                                                   |
| Турольд из Фекампа            | 1067     | 1070       | перемещён в Питерборо                                                                                              |
| Варин из Лира (Эврё)          | 1070     | 1087       | проводил время при дворе, расточая богатства обители                                                               |
| Годфри                        |          |            | |
| Эадвульф                      |          |            | монах из Уинчестера, изгнан Роджером из Солсбери                                                                   |
| Роджер из Солсбери            | 1118     |            | |
| Джон из Мальмсбери            | 1139     | 1140       | назначен королём Стефаном после того, как он завоевал аббатство в ходе гражданской войны 1135—1154 годов           |
| Питер Моронт                  | 1141     | 1159       | выпросил у Иннокентия II буллу                                                                                     |
| Григорий                      | 1159     | 1168       | |
| Роберт                        | 1172     | 1176       | врач Генриха II |
| Осберт Фолиот                 | 1176     | 1182       | |
| Николай                       |          |            | смещён за долги |
| Роберт Мелюнский              | 1189     | асалн 1206 | |
| Уолтер Лоринг                 | 1206     | 1222       | подписал Великую хартию, выпросил буллу у Иннокентия III и позволение у короля Иоанна снести Мальмсберийский замок |
| Джон Уолш                     | 1222     | 1246       | |
| Джоффри Ризничий              | 1246     | 1260       | монах Мальмсбери                                                                                                   |
| Уильям из Колерна             | 1260     | 1296       | |
| Уильям из Бадминтона          |          | 1296       | |
| Адам де ла Хок                |          |            | монах Мальмсбери                                                                                                   |
| Симон де Оминьи               | 1348     | 1361       | |
| Уолтер де Камм                | 1362     | 1396       | |
| Томас Келворт                 | 1396     | 1424       | |
| Роджер Першор                 | 1424     | 1434       | |
| Джон Бристоу                  | 1434     | 1456       | |
| Джон Андевер                  | 1456     | 1462       | |
| Джон Айли                     | 1462     | 1480       | |
| Ричард Фремптон               | 1480     | 1515       | |
| Ричард Камм                   | 1515     | 1533       | |
| Роберт Селвин                 | 1533     | 1539       | сдался Генриху VIII                                                                                                |

## Приходская церковь

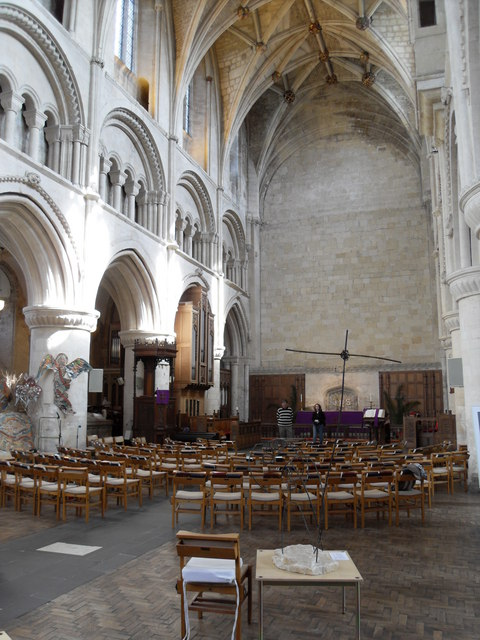
Интерьер нефа

Ко времени роспуска монастырей аббатство располагало 803 фунтами годового дохода и владело участком земли в 23,000 акра (0,093 км2) в двадцати приходах, составлявших Мальмсберийскую сотню. В 1539 году аббат Ричард Селвин (Фрэмптон) и 21 монах сдались и получили пожизненные пенсии. Аббатство было продано целиком вместе с землями шерстяному магнату Ричарду Стумпу, который передал здание церкви приходу, а в постройках аббатства разместил свои 20 ткацких станков.
Около 1550 года западная башня рухнула, потянув за собой три западных секции нефа. Вместе с обрушением 1500 года это привело к утрате более чем половины прежней церкви. В годы английской революции Мальмсбери переходил из рук в руки семь раз в ходе жестоких боёв, о чём свидетельствуют многочисленные выщербины от пуль на южной, западной и восточной сторонах церкви.

## Здание церкви
Аббатство было завершено постройкой в 1180 году.
С 1260 года аббат Уильям из Колерна начал строительство кухни, двух каменных зал, водопровода, капеллы Девы и капеллы св. Альдхельма. В XIII веке аббатство посещали короли Генрих II и Эдуард I.
Шпиль высотой 431 фут (131 м) и башня на средокрестии обрушились в бурю около 1500 года, в результате чего рухнули хоры и трансепты.
После роспуска монастыря клуатры и прочие монастырские постройки были снесены, но остатки церкви после обрушения выкупил шерстяной магнат Уильям Стумп и передал жителям Малмсбери в качестве приходской церкви.
Сохранившееся здание не датируется точно, но по стилю определяется как нормандская постройка с позднейшими готическими добавлениями. Серединой XII века датируется южное крыльцо, ныне единственный вход в церковь, украшенное рельефами 12 апостолов, по шесть с каждой стороны. Над дверью располагается люнета с ещё более качественной скульптурой XII века. Профилировки очень глубокого портала необычны тем, что не разделяются капителями на колонки и архивольты, а представляют собой цельные полосы. На стенах крыльца имеются следы краски и позолоты.
Романское ядро состоит из шести секций нефа, в которых на круглые столбы опирается нижняя аркада, над нею находится романский трифорий и выше — оконный ярус под готическими сводами с развитой рёберной сетью.
Необычной деталью церкви является чердак над южным нефом, который, вероятно, использовался теми монахами, которые желали слушать службу в уединении.	

## Библиотека
Часть библиотеки аббатства сохранилась, в том числе англосаксонские хартии (правда, сильно дописанные и откорректированные монастырскими писцами) — источник по истории Уэссекса с VII века.
В 2009 году историк Майкл Вуд предложил, что в Мальмсбери была переведена поэма «Беовульф».

## Орган

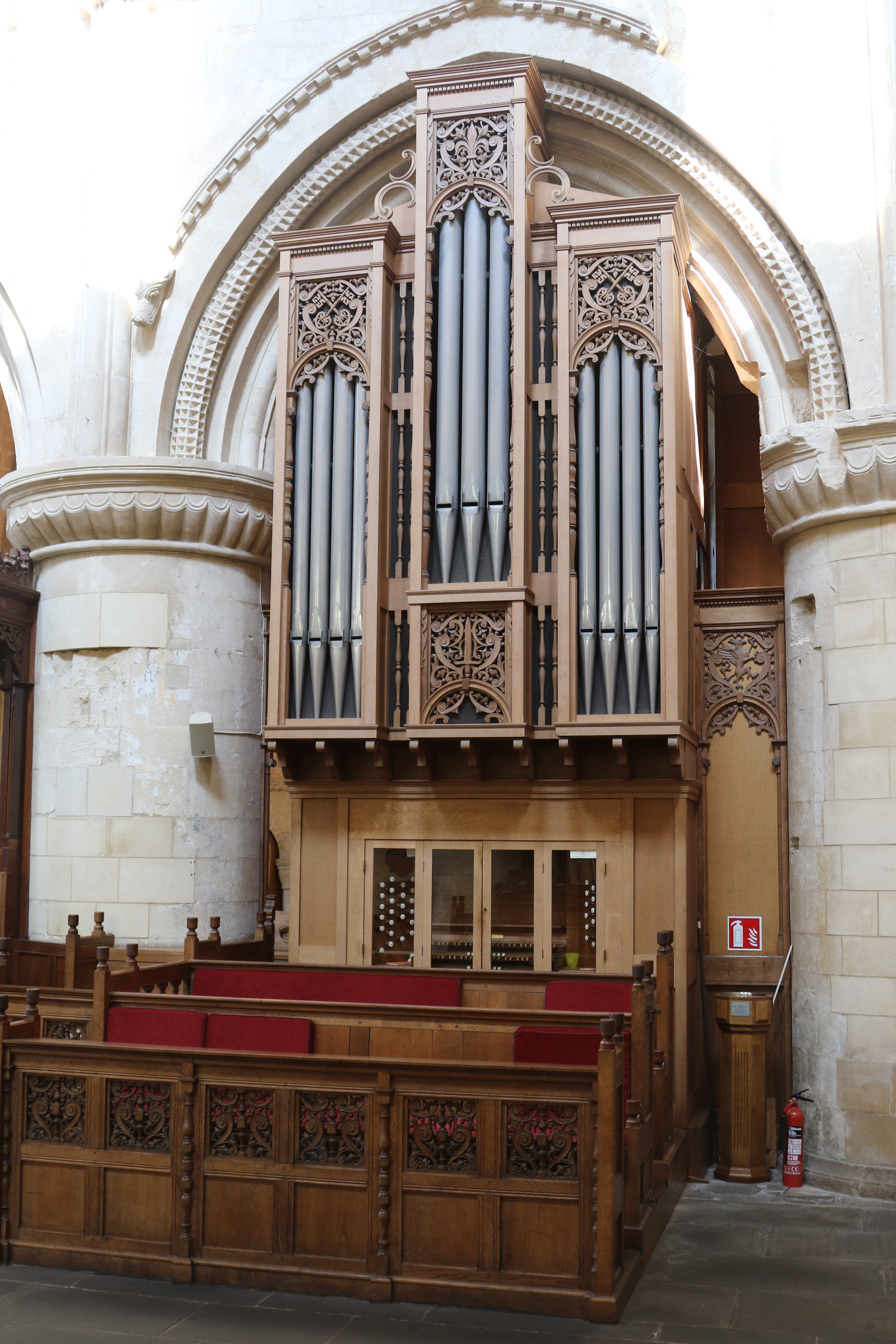
Орган

В 1846 году приход получил орган из церкви св. Бенета Финка на Треднидл-стрит в Лондоне. Инструмент был постройки 1714 года мастера Абрахама Джордана. В 1938 году построен новый орган фирмы Henry Willis & Sons, прежде находившийся во владении сэр Джорджа Альфреда Уиллиса, баронета Бристоль, который в 1984 году заменён инструментом кембриджского мастера E.J. Johnson. Он состоит из 30 регистров (от 16-футовых) на двух 58-клавишных мануалах (Хауптверк и Швеллер) и 30-клавишной педали. Часть регистров взята из прежнего уиллисовского инструмента.

## Погребения
- основатель монастыря св. Мэлдуб, останки которого вынесены из церкви нормандским аббатом Варином из Лира и перезахоронены в дальнем углу церкви св. Михаила[33];
- св. Альдхельм, аббат монастыря и первый епископ Шербурский;
- Этельвин и Эльфвин, сыновья Этельверда[англ.], младшего сына Альфреда Великого;
- Первый король всей Англии Этельстан, похороненный в башне под алтарём св. Марии[34]. Вильям Мальмсберийский пишет, что в XI веке тело его было перезахоронено в садике аббата, чтобы уберечь его от поругания нормандцами. В XV веке Этельстану был устроен кенотаф в южном боковом нефе[35].
- епископ Уинчестерский Даниил[англ.] (умер после 744 г.)
- при церкви под камнем со стихотворной эпитафией похоронена Ханна Твинной[англ.], работница паба «Белый лев», предположительно первая жертва тигра в Англии. Она погибла 23 октября 1703 года в возрасте 33 или 34 лет после того, как подразнила тигра в зверинце паба[36].
- писатель и философ Роджер Скрутон.

## Фотогалерея

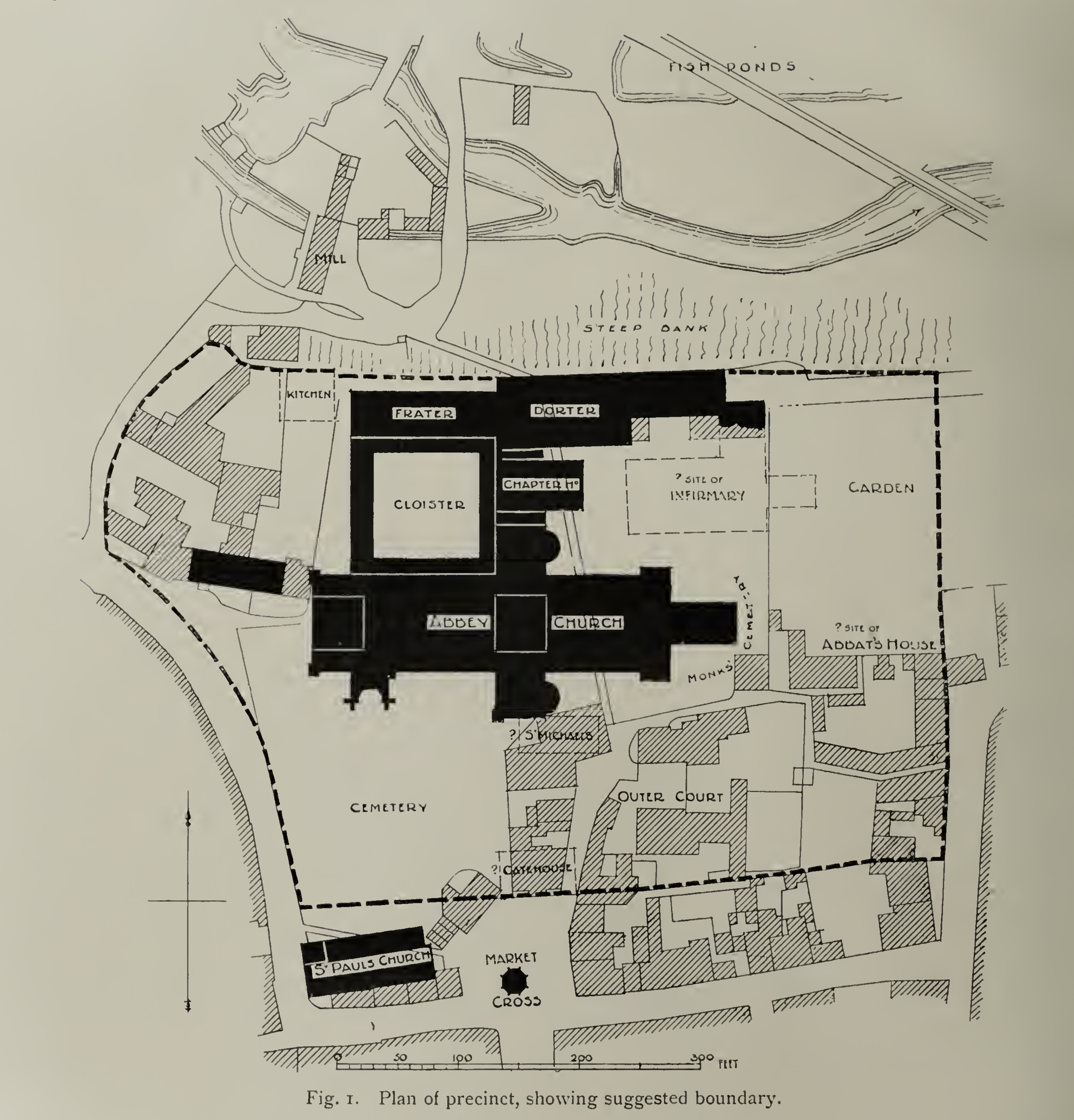
План окрестностей
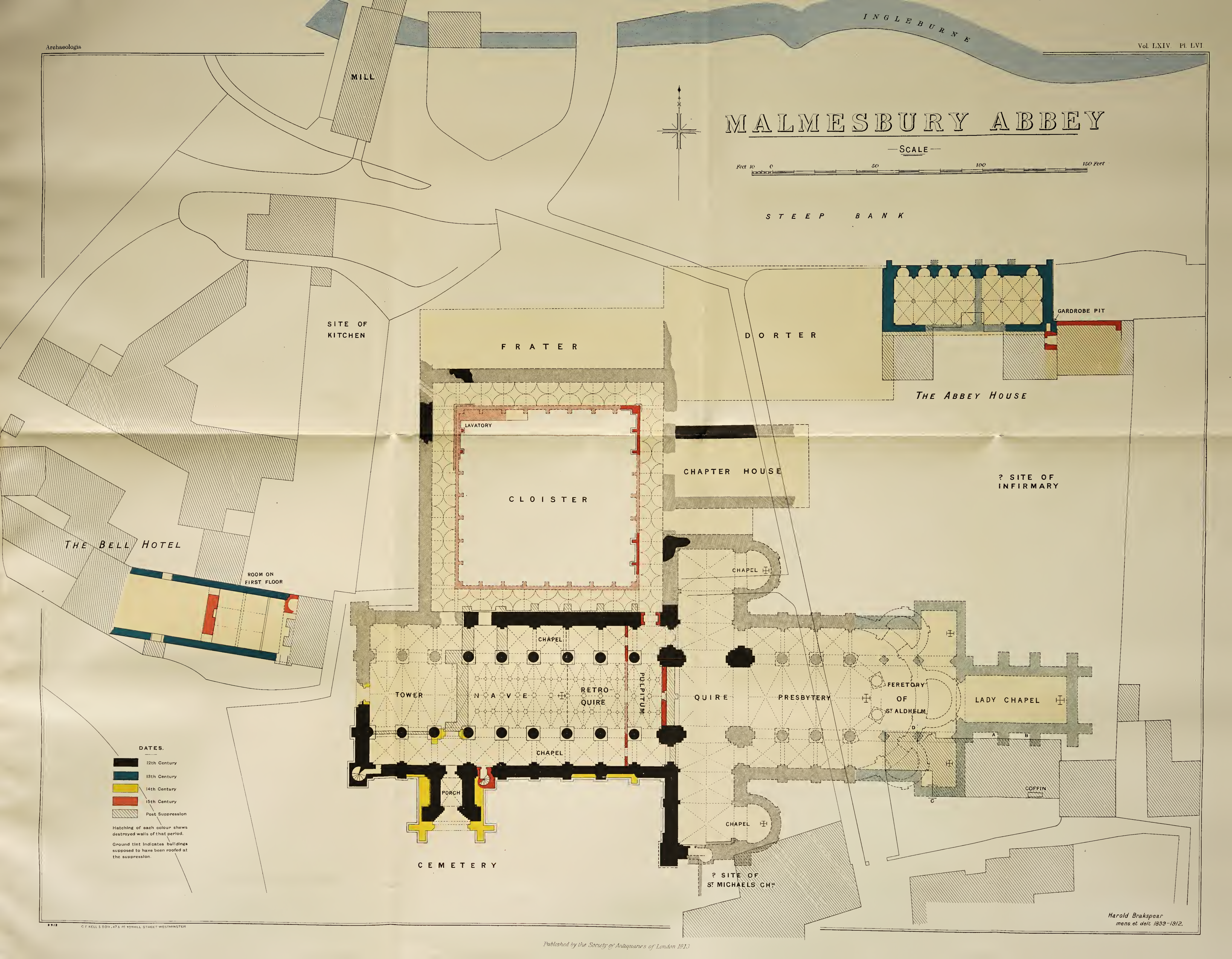
План аббатства
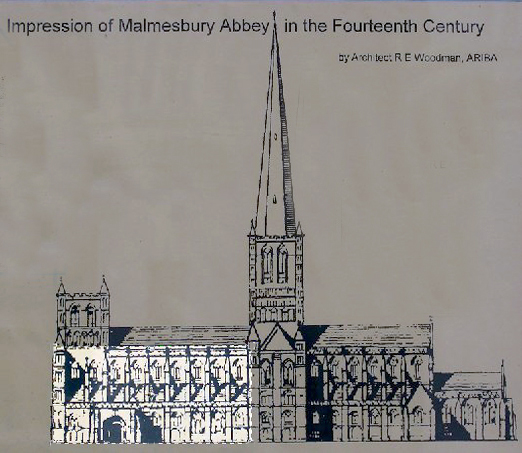
Реконструкция аббатства в XIV веке. После обрушений уцелела только часть, выделенная светлым
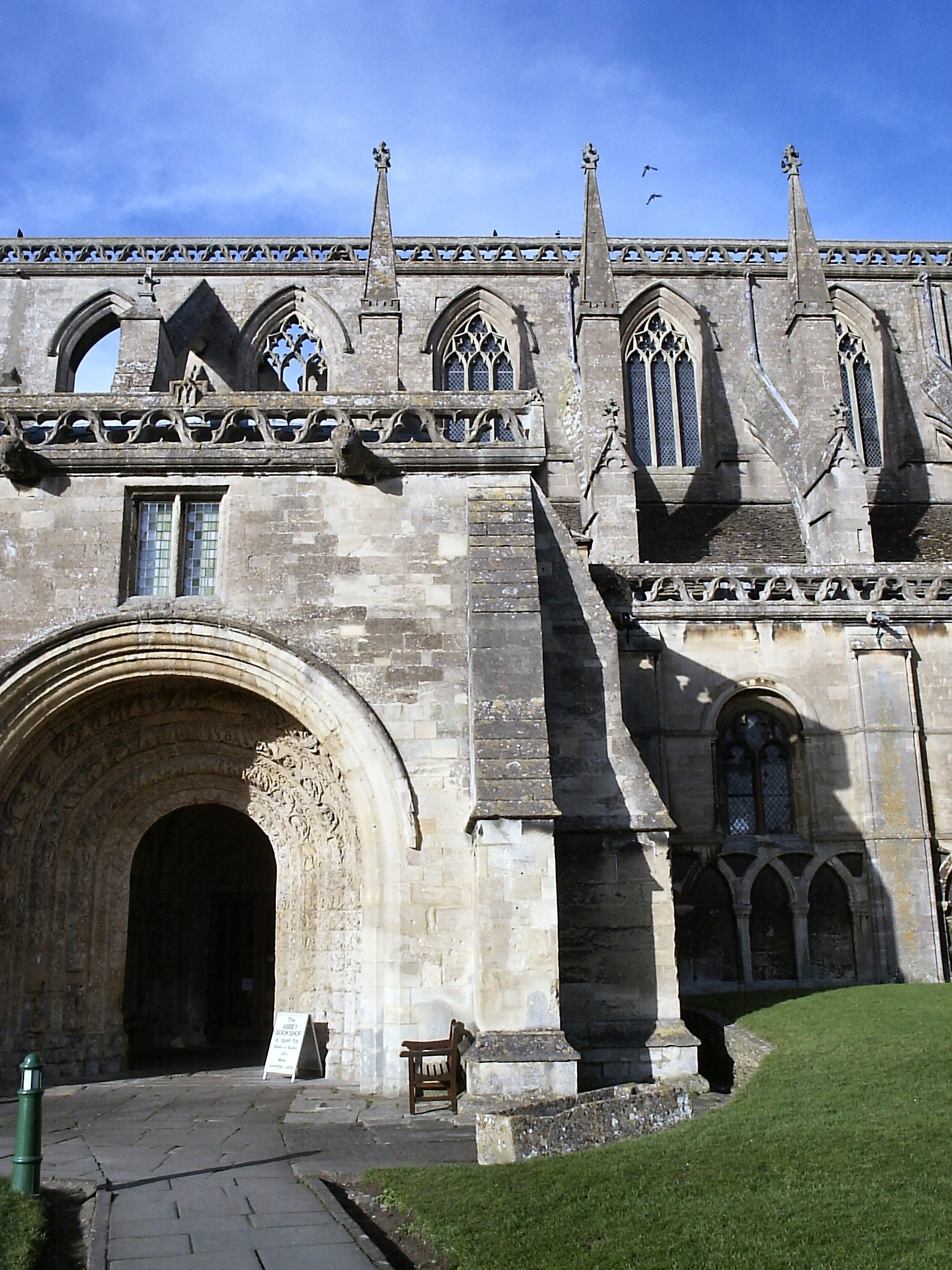
наблюдательный пост над крыльцом
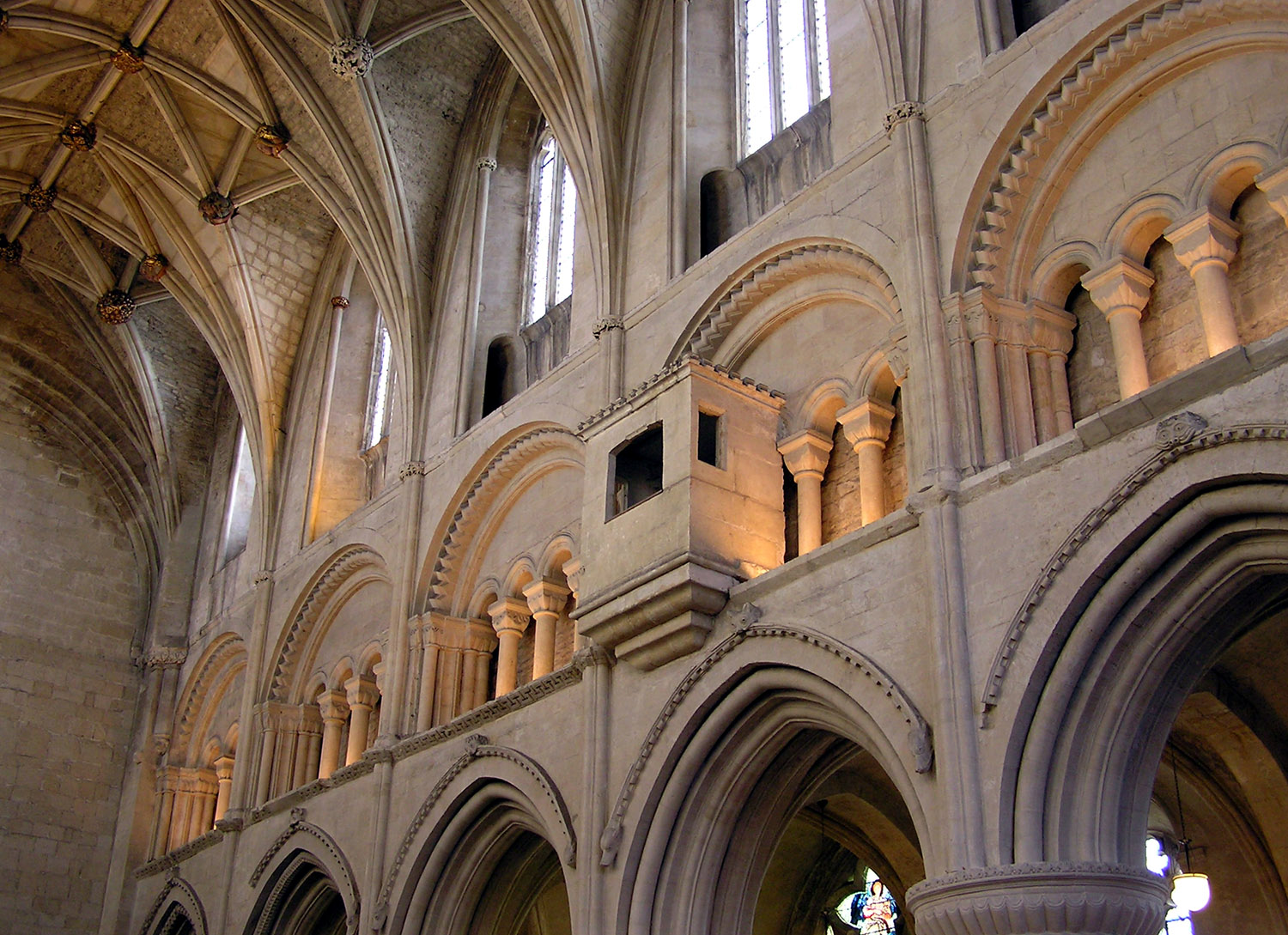
Будка на южной стене нефа
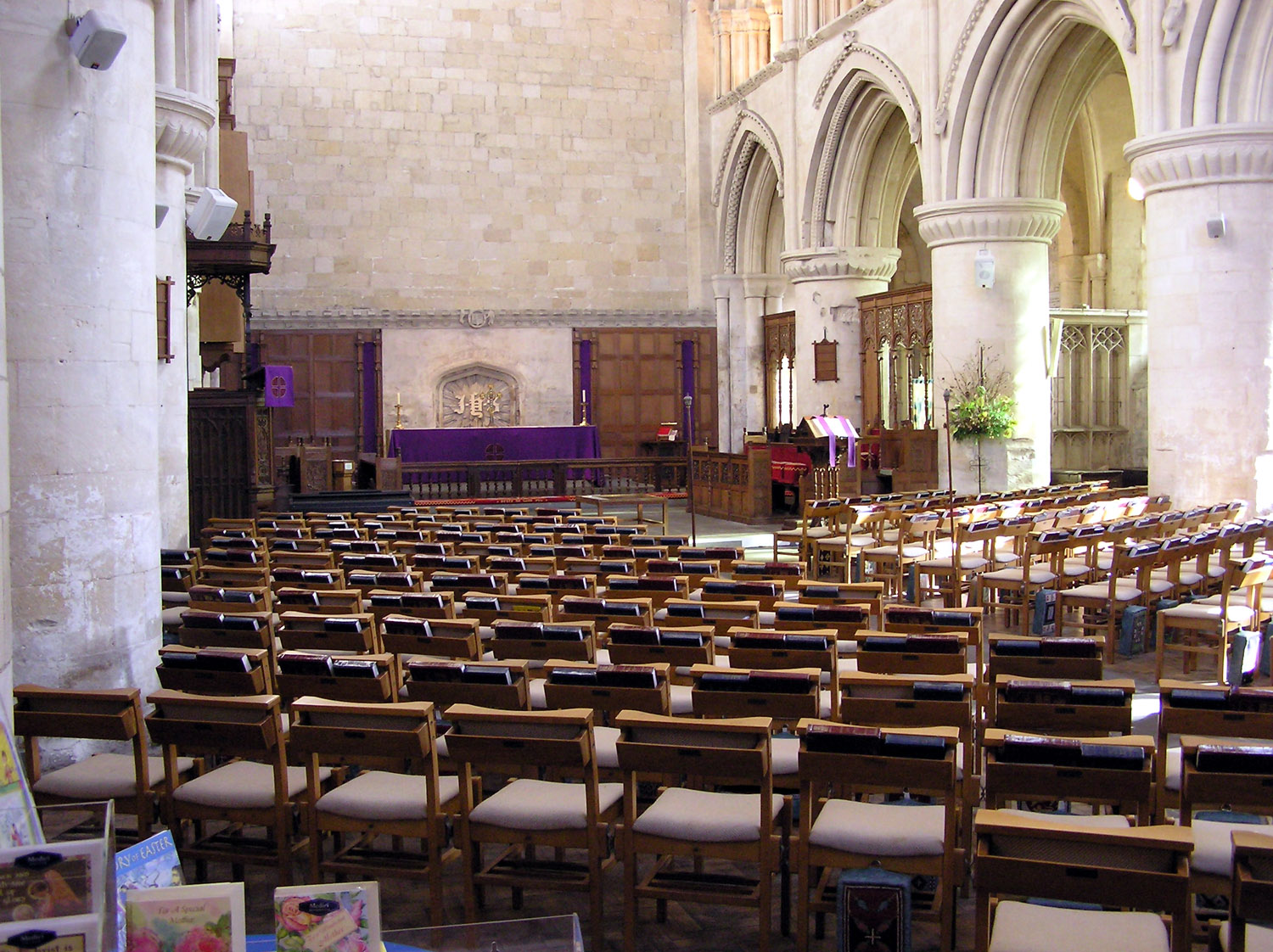
Вид к алтарю. За алтарём заложена арка в обрушившееся средокрестие